# Goon Sqwad
Goon Sqwad — американський детройтський реп-гурт. У 1994 р. було видано сингл гурту Nasty Clan «Do Dat Thang». У його записі взяв участь гурт Goon Sqwad (на грамплатівці зазначена інша назва — Goon Squad). Через рік власний сингл гурту «Booty Bounce» потрапив у ротацію детройтських радіостанцій. Окремок розійшовся накладом приблизно в 430 тис. копій.
До дебютного альбому From Death, що вийшов на лейблі Click Boom Records, зробив внесок репер Proof, він навіть присутній на його обкладинці. У 1998 р. 4DFunk, колишній зірковий охоронець, познайомився з Trick-Trick. Він допомагав з продюсуванням Who Want It. Diezel the Hitman, також відомий як Mr. Dreamz, є молодшим братом Trick-Trick.

## Дискографія

### Студійні альбоми
- From Death (1996)
- G 4 Life (1997)
- Who Want It (2001)
- Back (2003)

### Міні-альбоми
- The Compilation (1998)

### Сингли
- «Booty Bounce» (1996)
- «Everywhere We Go» (з участю 7 Mile Dogz) (1996)
- «G 4 Life» (?)
- «Booty Bounce 2001 Hustle Mix» (з участю MC Reedy) (2015)

### Відеокліпи
- 2013: Smoke Weed Everyday